# Ba'al Ba'al Lev
Ba'al Ba'al Lev je krátký hudební televizní film z roku 1997 režiséra Eytana Foxe podle scénáře, který napsal Gal Ohovski. Film vznikl v soukromé společnosti Kešet pro Kanál 2 jako součást série „Sipurim kcarim al ahava“ (tj. Krátké příběhy o lásce)
Film vypráví o nevinných, ale beznadějných láskách mladých lidí, kteří jsou na pokraji svého dospělého života. Jde o první izraelské televizní dílo, které se zabývá homosexualitou z pozitivního a normativního hlediska.
Film kombinuje židovský folklór s hudební kulturou Eurovize a americkými písněmi z padesátých let. Názvu filmu je inspirován písní „Hu ihie li baal“, která se objevila v soundtracku k filmu Šeni koni lemel.
Film získal cenu za krátký film na festivalu New Fest v New Yorku.

## Děj
Hrdinou filmu je Guri, který se právě vrátil z armády. Žije v malé osadě na předměstí a před svým okolím tají, že je gay. Guri hodlá odejít do Jeruzaléma a studovat architekturu na Becalelově akademii. Mici, jeho kamarádka z dětství sní o lásce. Oba jsou zamilovaní do pohledného Merita. Každý z nich si sám uvědomí, že jejich láska je jen prázdná touha.
Mladík Naheb se zamiluje do Guriho. Naheb je otevřený homosexuál, celkem zženštilý, který čeká na odvod do armády. Kvůli své sexuální orientaci ale zvažuje, že se službě vyhne. Jeho svět je plný starých písní z Eurovize a lidových tanců vyučovaných v tanečních kurzech pořádaných v komunitním centru. Guri se k Nahebovi zprvu zdráhá přiblížit a na jeho optimismus nahlíží velmi cynicky, ale když je přijat ke studiu na Bezalel, poleví a před odjezdem do Jeruzaléma věnuje Nahebovi poslední tanec.

## Obsazení
| Cak Berkman   | Guri   |
| Uri Omanuti   | Nohav  |
| Sami Huri     | Merito |
| Gisele Silver | Mici   |